# Ligne Negishi
Pour les articles homonymes, voir Negishi.
La ligne Negishi (根岸線, Negishi-sen) est une ligne ferroviaire du réseau JR East au Japon. Elle relie les gares de Yokohama à Ōfuna dans la préfecture de Kanagawa. Il n'y a pas de service voyageurs propre à la ligne : ce sont les trains de la ligne Keihin-Tōhoku qui poursuivent leur service sur la ligne Negishi. La ligne est également utilisée par les trains de marchandise de la JR Freight.

## Caractéristiques

### Ligne
- Longueur : 22,1 km
- Écartement : 1 067 mm
- Alimentation : 1 500 Vcc par caténaire
- Nombre de voies : double voie

### Tracé
|  |

### Liste des gares
| Numéro  | Gare        | Nom japonais | Distance depuis Yokohama (km) | Correspondances | Localisation |
| ------- | ----------- | ------------ | ----------------------------- | --- | ------------ |
| YHMJK12 | Yokohama    | 横浜         | 0                             | JR East : Keihin-Tōhoku (interconnexion), Tōkaidō, Yokosuka Keikyū : Keikyū Tōkyū : Tōyoko Sōtetsu : Sōtetsu Métro de Yokohama : ligne bleue Yokohama Minatomirai Railway : Minatomirai | Yokohama     |
| JK11    | Sakuragichō | 桜木町       | 2,0                           | Métro de Yokohama : ligne bleue | Yokohama     |
| JK10    | Kannai      | 関内         | 3,0                           | Métro de Yokohama : ligne bleue | Yokohama     |
| JK09    | Ishikawachō | 石川町       | 3,8                           | | Yokohama     |
| JK08    | Yamate      | 山手         | 5,0                           | | Yokohama     |
| JK07    | Negishi     | 根岸         | 7,1                           | | Yokohama     |
| JK06    | Isogo       | 磯子         | 9,5                           | | Yokohama     |
| JK05    | Shin-Sugita | 新杉田       | 11,1                          | Yokohama Seaside Line : Kanazawa Seaside Keikyū : Keikyū (à Sugita) | Yokohama     |
| JK04    | Yōkōdai     | 洋光台       | 14,1                          | | Yokohama     |
| JK03    | Kōnandai    | 港南台       | 16,0                          | | Yokohama     |
| JK02    | Hongōdai    | 本郷台       | 18,5                          | | Yokohama     |
| OFNJK01 | Ōfuna       | 大船         | 22,1                          | JR East : Yokosuka, Tōkaidō Monorail Shōnan | Kamakura     |

## Matériel roulant
Les trains sont identiques à ceux de la ligne Keihin-Tōhoku : série E233-1000 et E233-6000 (interconnexion avec la ligne Yokohama).

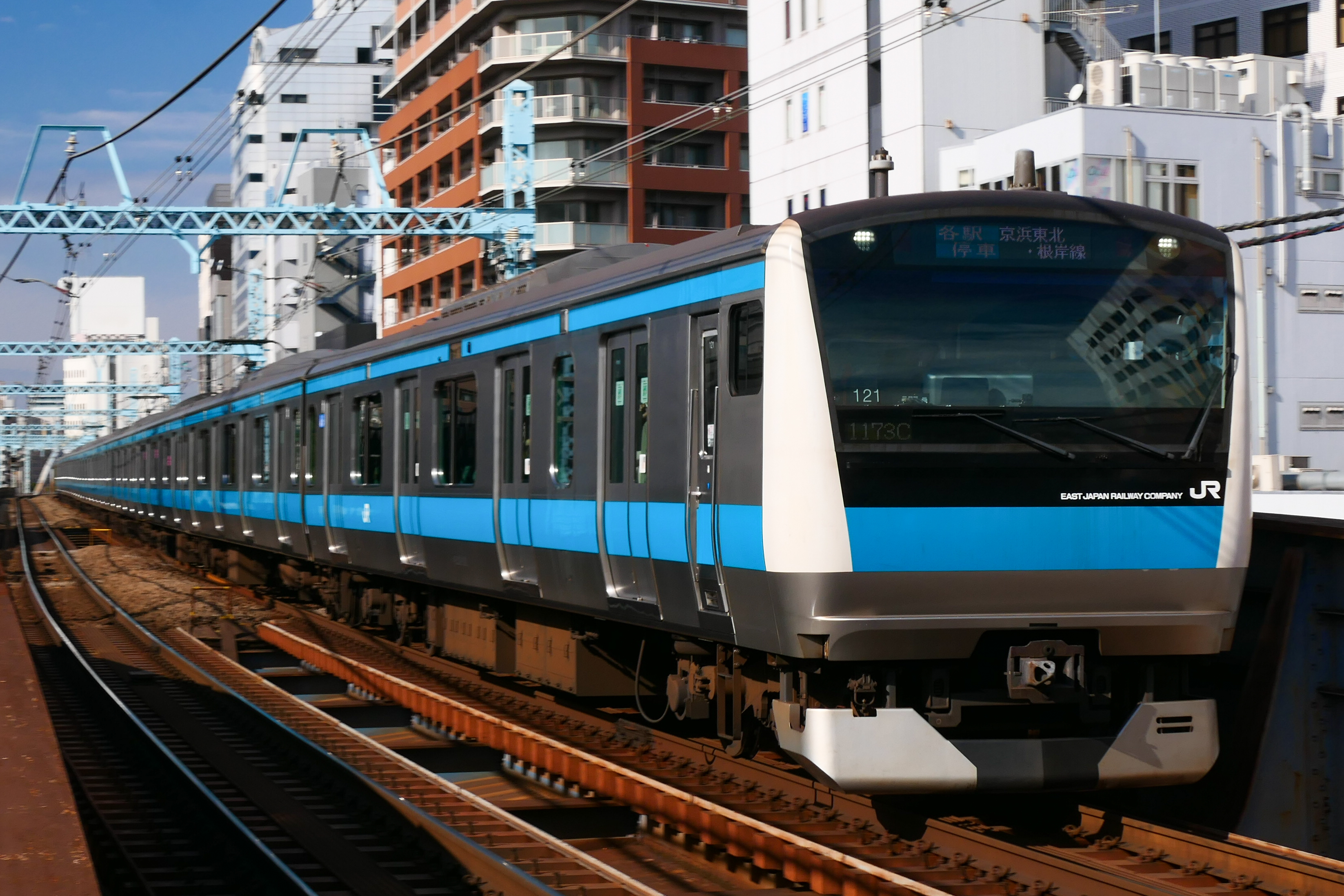
Série E233-1000
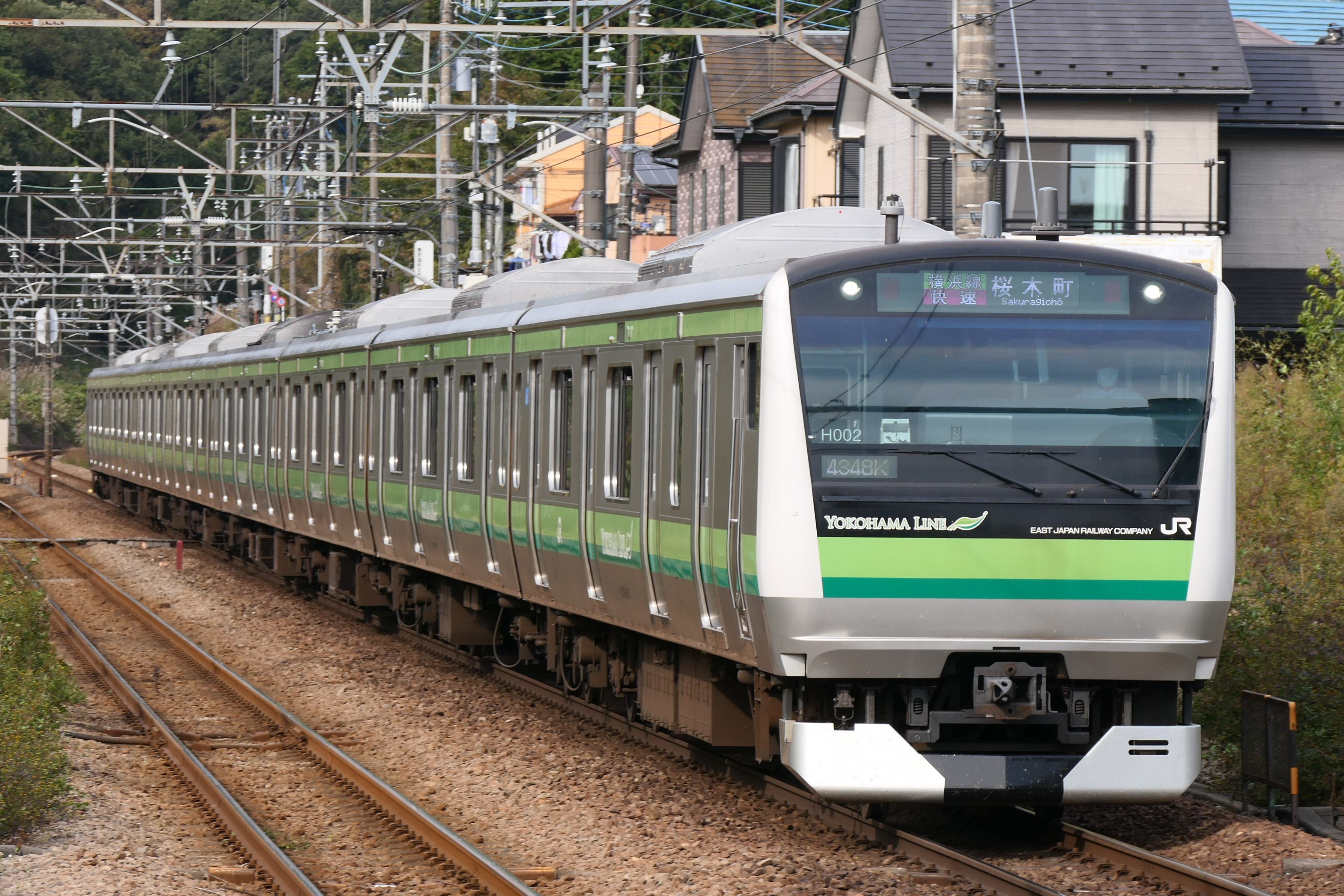
Série E233-6000